# Olivia Rogowska
Olivia Rogowska (Melbourne, 7 giugno 1991) è un'ex tennista australiana.

## Carriera
Ha raggiunto il suo best-ranking in singolare l'11 agosto 2014 piazzandosi al Nr. 102 della classifica WTA.
Nel 2009 ha ricevuto una wild-card per l'Australian Open ma ha perso subito al primo turno contro Al'ona Bondarenko con il punteggio di 7–5, 3–6, 2–6.
Successivamente le è stata assegnata una wild-card per partecipare al Roland Garros. In questa occasione ha battuto al primo turno la russa Marija Kirilenko ma è uscita al successivo contro Kateryna Bondarenko.

## Statistiche ITF

### Singolare

#### Vittorie (16)
| Torneo $100.000 (0) |
| Torneo $80.000 (0)  |
| Torneo $75.000 (0)  |
| Torneo $60.000 (1)  |
| Torneo $50.000 (2)  |
| Torneo $25.000 (13) |
| Torneo $15.000 (0)  |
| Torneo $10.000 (0)  |

| N.  | Data              | Torneo                                              | Superficie  | Avversaria in finale | Punteggio           |
| 1.  | 7 dicembre 2008   | Sorrento International, Sorrento                    | Cemento     | Chiaki Okadaue       | 3-6, 6-4, 6-2       |
| 2.  | 22 novembre 2009  | Cliffs Esperance Tennis International, Esperance    | Cemento     | Alicia Molik         | 6-1, 3-6, 6-2       |
| 3.  | 19 settembre 2010 | Darwin Tennis International, Darwin                 | Cemento     | Naomi Cavaday        | 6-2, 2-6, 6-0       |
| 4.  | 11 settembre 2011 | Alice Springs Tennis International, Alice Springs   | Cemento     | Isabella Holland     | 7-5, 7-5            |
| 5.  | 30 ottobre 2011   | Nyrstar Port Pirie Tennis International, Port Pirie | Cemento     | Bojana Bobusic       | 6-3, 6-2            |
| 6.  | 4 febbraio 2012   | McDonald's Burnie International, Burnie             | Cemento     | Irina Chromačëva     | 6-3, 6-3            |
| 7.  | 9 settembre 2012  | Rockhampton Tennis International, Rockhampton       | Cemento     | Sacha Jones          | 0-6, 6-3, 6-2       |
| 8.  | 7 ottobre 2012    | Cliffs Esperance Tennis International, Esperance    | Cemento     | Ashleigh Barty       | 6-0, 6-3            |
| 9.  | 2 febbraio 2013   | McDonald's Burnie International, Burnie             | Cemento     | Monique Adamczak     | 7-6(5), 6(7)-7, 6-4 |
| 10. | 9 febbraio 2014   | Launceston Tennis International, Launceston         | Cemento     | Irena Pavlović       | 5-7, 6-4, 6-0       |
| 11. | 13 luglio 2014    | FSP Gold River Women's Challenger, Sacramento       | Cemento     | Julia Boserup        | 6-2, 7-5            |
| 12. | 15 ottobre 2016   | Cairns Tennis International, Cairns                 | Cemento     | Viktória Kužmová     | 6-1, 7-5            |
| 13. | 24 settembre 2017 | Penrith Tennis International, Penrith               | Cemento     | Kimberly Birrell     | 6-2, 6-4            |
| 14. | 14 ottobre 2017   | Cairns Tennis International, Cairns                 | Cemento     | Abigail Tere-Apisah  | 1-6, 6-2, 6-2       |
| 15. | 5 novembre 2017   | Canberra Tennis International, Canberra             | Cemento     | Destanee Aiava       | 6-1, 6-2            |
| 16. | 31 marzo 2019     | ACT Clay Court International, Canberra              | Terra rossa | Priscilla Hon        | 7-6(6), 6-3         |

### Doppio

#### Vittorie (18)
| Torneo $100.000 (1) |
| Torneo $80.000 (0)  |
| Torneo $75.000 (0)  |
| Torneo $60.000 (0)  |
| Torneo $50.000 (4)  |
| Torneo $25.000 (13) |
| Torneo $15.000 (0)  |
| Torneo $10.000 (0)  |

| N.  | Data              | Torneo                                                         | Superficie  | Partner            | Avversarie                              | Punteggio           |
| 1.  | 9 maggio 2009     | City of Ipswich Tennis International, Ipswich                  | Terra rossa | Maki Arai          | Tyra Calderwood Shannon Golds           | 6-3, 6-2            |
| 2.  | 10 ottobre 2009   | City of Mount Gambier Blue Lake Women's Classic, Mount Gambier | Cemento     | Emily Webley-Smith | Erika Sema Yurika Sema                  | 6–1, 5–7, [10–7]    |
| 3.  | 21 novembre 2009  | Cliffs Esperance Tennis International, Esperance               | Cemento     | Shannon Golds      | Isabella Holland Sally Peers            | 6-1, 6-1            |
| 4.  | 31 maggio 2010    | Due Ponti Cup, Roma                                            | Terra rossa | Christina McHale   | Iryna Brémond Arantxa Rus               | 6-4, 6-1            |
| 5.  | 11 settembre 2010 | Cairns Tennis International, Cairns                            | Cemento     | Tammi Patterson    | Tyra Calderwood Noppawan Lertcheewakarn | 6-3, 7-6(3)         |
| 6.  | 25 febbraio 2011  | Mildura Grand Tennis International, Mildura                    | Erba        | Casey Dellacqua    | Rika Fujiwara Kumiko Iijima             | 4–6, 7–6(6), [10–4] |
| 7.  | 4 marzo 2011      | Homebush Women's International at Sydney Olympic Park, Sydney  | Cemento     | Casey Dellacqua    | Rika Fujiwara Kumiko Iijima             | 3–6, 7–6(3), [10–4] |
| 8.  | 1º aprile 2011    | City of Ipswich Tennis International, Ipswich                  | Terra rossa | Casey Dellacqua    | Miki Miyamura Mari Tanaka               | 6-4, 6-4            |
| 9.  | 8 aprile 2011     | Bundaberg Tennis International, Bundaberg                      | Terra rossa | Casey Dellacqua    | Daniella Jeflea Sandra Zaniewska        | 7-5, 6-4            |
| 10. | 7 ottobre 2011    | Cliffs Esperance Tennis International, Esperance               | Cemento     | Casey Dellacqua    | Monique Adamczak Sandra Zaniewska       | 6-3, 6-2            |
| 11. | 14 ottobre 2011   | Gold Fields St Ives Tennis International, Kalgoorlie           | Cemento     | Casey Dellacqua    | Xu Yifan Zhang Kailin                   | 6-1, 6-1            |
| 12. | 5 agosto 2012     | Vancouver Open, Vancouver                                      | Cemento     | Julia Glushko      | Jacqueline Cako Natalie Pluskota        | 6–4, 5–7, [10–7]    |
| 13. | 5 agosto 2013     | Koser Jewelers Pro Circuit Tennis Challenge, Landisville       | Cemento     | Monique Adamczak   | Chanel Simmonds Emily Webley-Smith      | 6-2, 6-3            |
| 14. | 1º novembre 2013  | William Loud Bendigo International, Bendigo                    | Cemento     | Monique Adamczak   | Stephanie Bengson Sally Peers           | 6–3, 2–6, [11–9]    |
| 15. | 3 febbraio 2014   | Launceston Tennis International, Launceston                    | Cemento     | Monique Adamczak   | Kamonwan Buayam Zuzana Zlochová         | 6-2, 6-4            |
| 16. | 20 luglio 2014    | Carson Challenger, Carson                                      | Cemento     | Michaëlla Krajicek | Samantha Crawford Sachia Vickery        | 7-6(4), 6-1         |
| 17. | 1º marzo 2015     | Circuito Feminino Future de Tênis, Campinas                    | Terra rossa | Pauline Parmentier | Andrea Gámiz Paula Cristina Gonçalves   | 7-5, 4-6, [10-8]    |
| 18. | 24 settembre 2016 | Tweed Heads Tennis International, Tweed Heads                  | Cemento     | Monique Adamczak   | Naiktha Bains Abbie Myers               | 7–6(6), 7–6(3)      |

## Risultati in progressione
| Sigla | Risultato               |
| ----- | ----------------------- |
| V     | Vincitore               |
| F     | Finalista               |
| SF    | Semifinalista           |
| O     | Oro olimpico            |
| A     | Argento olimpico        |
| SF    | Bronzo olimpico         |
| QF    | Quarti di Finale        |
| 4T    | Quarto turno            |
| 3T    | Terzo turno             |
| 2T    | Secondo turno           |
| 1T    | Primo turno             |
| RR    | Round Robin             |
| LQ    | Turno di qualificazione |
| A     | Assente                 |
| ND    | Non disputato           |

| Legenda superfici    |
| -------------------- |
| Cemento              |
| Terra battuta        |
| Erba                 |
| Superficie variabile |

### Singolare
| Torneo               | 2009 | 2010 | 2011 | 2012 | 2013 | 2014 | 2015 | Titoli | V–S  |
| -------------------- | ---- | ---- | ---- | ---- | ---- | ---- | ---- | ------ | ---- |
| Australian Open      | 1T   | 1T   | 1T   | 2T   | 1T   | 2T   | 1T   | 0 / 7  | 2–7  |
| Open di Francia      | 2T   | Q1   | Q1   | Q1   | Q2   | Q3   | 1T   | 0 / 2  | 1–2  |
| Wimbledon            | Q3   | Q1   | A    | Q2   | Q1   | Q1   |      | 0 / 0  | 0–0  |
| US Open              | 1T   | Q1   | Q1   | 1T   | 1T   | Q2   |      | 0 / 3  | 0–3  |
| Vittorie-sconfitte   | 1–3  | 0–1  | 0–1  | 1–2  | 0–2  | 1-1  | 0-2  | 0 / 12 | 3–12 |
| Titoli               | 0    | 0    | 0    | 0    | 0    | 0    |      |        | 0    |
| Ranking di fine anno | 154  | 211  | 178  | 114  | 166  | 131  |      |        |      |